# Achim Eckert
Achim Eckert (* 1956 in Baden bei Wien) ist Alternativmediziner und Autor von Werken über u. a. Traditionelle Chinesische Medizin, Shiatsu und Meridianmassage. Des Weiteren hat er sich mit verschiedenen körpertherapeutischen Ansätzen beschäftigt und sie zu einem eigenen Konzept vereint, das er unter dem Namen Tao Training lehrt.

## Leben und Wirken
Achim Eckert ist der Sohn des österreichischen Wirtschaftsanwalts und Diakons Franz Eckert. Er studierte zunächst Rechtswissenschaft und Medizin. Von 1978 bis 1981 ging er nach Asien. In Indien lernte er Shiatsu, Traditionelle chinesische Medizin und Meditation im Ashram von Osho in Pune. Von 1979 bis 1980 machte er eine Ausbildung an der Akupunkturklinik des Columbo South Hospitals auf Sri Lanka, wo er bei Anton Jayasuriya Akupunktur und moderne chinesische Medizin studierte. Später ging er nach Kalifornien, wo er bei Jack Painter Posturale Integration erlernte. Seit Mitte der 1980er Jahre erforscht und unterrichtet er diese alternativmedizinischen Methoden.
Von 1992 bis 1995 leitete Eckert ein Forschungsprojekt, in dem er die Orte der klassischen chinesischen Meridianpunkte testete. Infolge dieser Forschungsarbeit veröffentlichte er 1996 das Tao der Akupunktur und Akupressur, das neben der angeblichen genauen Lokalisation der Punkte ausführlich ein angenommenes geistiges, emotionales und energetisches Wirkungsspektrum der Punkte beschreibt. Eckerts erstes Buch Das heilende Tao – die Lehre der Fünf Elemente ist sein bisher erfolgreichstes Buch über die Fünf-Elemente-Lehre und wurde in bisher acht Sprachen übersetzt. Danach befasste er sich mit einem angeblichen „bioenergetischen“ und psychischen Wirkungsspektrum der „Acht Außergewöhnlichen Gefäße“ der Traditionellen Chinesischen Medizin und veröffentlichte die Ergebnisse in Acht Wundermeridiane im eigenen Dào Verlag.

## Publikationen (Auswahl)
- Tafeln der traditionellen chinesischen Medizin. Haug Verlag, Heidelberg 1997, ISBN 3-7760-1651-5; Bacopa Verlag, Schiedlberg 2015, ISBN 978-3-902735-71-3.
- Tao-Training. Muskeln und Persönlichkeit entwickeln. Falken Verlag, Niedernhausen 2001, ISBN 3-8068-7642-8.
- Tao-Training – Schönheit und Persönlichkeitsentwicklung durch selektives Körpertraining. naturaviva, Weil der Stadt 2011, ISBN 978-3-935407-07-6.
- Das heilende Tao. 11. Auflage. Verlag Müller & Steinicke, München 2008, ISBN 978-3-87569-201-3.
- Das Tao der Akupunktur und Akupressur. 4. Auflage. Haug Verlag, 2009, ISBN 978-3-8304-7307-7.
- Acht Wundermeridiane. Eigenverlag, Wien 2006, ISBN 3-200-00608-0.